# 서역

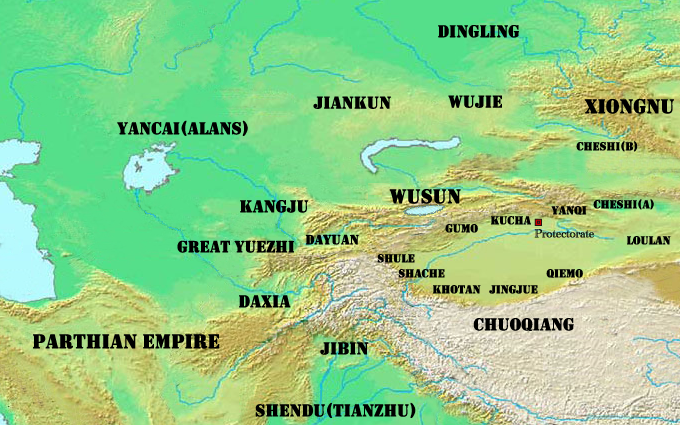
기원전 1세기의 서역

서역(西域, 영어: Western Regions, Xiyu)은 한나라 때 서방 지역을 총칭하는 명칭으로 현재 중국의 간쑤성에 있는 둔황을 포함한다. 동아시아는 이 지역으로부터 비단길을 통해 서쪽의 국가들과 교역(무역)을 하였다. 서역에서 출현한 유목민에 의해 중국이 정복되기도 하였다. 이 지방은 동서교통의 요충지로서 실크로드로 유명하다.

## 기원
역사적으로, 서역(西域)은 전한(前漢: BC 206-AD 8) 때 한족들이 옥문관(玉門關: 돈황으로부터 서북쪽으로 98km 떨어진 곳)과 양관 밖의 자신들의 경계를 벗어난 서쪽 지역을 일컫는 말이다. 한나라 때의 장건은 서역으로부터 서쪽에 있는 국가들로 사절단으로 파견되었는데 이 지역은 실존이 불분명하거나 위치가 정확하지 않지만 한지명으로 대월지(大月氏·大月支) · 오손(烏孫) · 대완(大宛) · 강거(康居) · 안식(安息·파르티아) · 조지(條支) · 대하(大夏) 등의 나라들을 방문하고 장건이 기록하였다고 한다. 서북국이라고도 칭하였다. 당나라 때는 서역은 타림분지 동쪽 지역을 부르는 말이며 영토 또한 타림분지에 한정된다.

## 거국과 행국
후한의 반고는 《한서》의 〈서역전〉에서 서역의 나라들을 둘로 나누었는데, 거국(居國)과 행국(行國)으로 나누었다. 거국은 오아시스에 정주하는 민족이 사는 나라로서 성곽이 있기 때문에 성곽국이라고도 불렀다. 행국은 유목을 생업으로 하는 유목민으로 오손(烏孫) · 강거(康居) · 엄채(奄蔡) · 대월지(大月氏·大月支) 등의 나라들이 이에 속한다.

## 같이 보기
- 서역의 불교
- 서역도호부
- 신장 위구르 자치구
- 중앙아시아
- 사마르칸트

## 참고 문헌
- 이 문서에는 다음커뮤니케이션(현 카카오)에서 GFDL 또는 CC-SA 라이선스로 배포한 글로벌 세계대백과사전의 내용을 기초로 작성된 글이 포함되어 있습니다.